# Kemal Ergün
Kemal Ergün (* 1967 in Altınordu, Türkei) ist seit Mai 2011 Vorsitzender der Islamischen Gemeinschaft Millî Görüş (IGMG).

## Biographie
Ergün studierte an der Universität Istanbul Islamische Theologie und setzte seine Studien an der al-Azhar-Universität in Kairo fort, wo er sich auf die Hadithwissenschaft spezialisierte. Dort schloss er seine Studien 1992 ab. Im Jahr darauf begann er seine Tätigkeit als Imam in Frankfurt am Main. Seit 1995  war er als Imam und Vorstandsmitglied im Regionalverband Rhein-Neckar-Saar der IGMG tätig. 2002 wurde er Regionalverbandvorsitzender in Köln. 2003 übernahm er zusätzlich die Funktion des Haddschleiters der IGMG. In letzter Zeit erlangte Kemal Ergün noch einen Mastertitel mit einer Arbeit über Deutschlands Migrations- und Integrationspolitik an der Anadolu Üniversitesi.